# Gare d'Anegasaki
La gare d'Anegasaki (姉ケ崎駅, Anegasaki-eki) est une gare ferroviaire de la ville d'Ichihara, dans la préfecture de Chiba au Japon. Elle est exploitée par la compagnie JR East.

## Situation ferroviaire
La gare d'Anegasaki est située au point kilométrique (PK) 15,1 de la ligne Uchibō.

## Histoire
La gare a été inaugurée le 28 mars 1912.

## Service des voyageurs

### Accueil
La gare dispose d'un bâtiment voyageurs, avec guichets, ouvert tous les jours.

### Desserte
- Ligne Uchibō :
  - voie 1 : direction Kisarazu et Tateyama
  - voies 2 à 4 : direction Chiba et Tokyo